# 虚偽の又は誤認を生じさせる原産地表示の防止に関するマドリッド協定
虚偽の又は誤認を生じさせる原産地表示の防止に関するマドリッド協定（きょぎのまたはごにんをしょうじさせるげんさんちひょうじのぼうしにかんするマドリッドきょうてい、英: Madrid Agreement for the Repression of False or Deceptive Indications of Source on Goods）は、1891年にスペインのマドリードにおいて作成された、虚偽または誤認を生じさせる原産地表示の防止に関する国際条約である。

## 概要
国際連合の専門機関である世界知的所有権機関（WIPO）が管理する知的財産権に関する条約のひとつである。略称はマドリッド協定であるが、同じくWIPOが管理する条約である標章の国際登録に関するマドリッド協定もマドリッド協定と略されるため、注意が必要である。
原産地名称の保護のための条約としては、他に原産地名称の保護及び国際登録に関するリスボン協定（リスボン協定）があるが、マドリッド協定が締結国が原産地表示に対して国内で与えるべき保護について定めた条約であるのに対して、リスボン協定は原産地名称の国際的な保護制度について定めた条約である。
この条約が発効したのは1892年7月15日であり、2008年3月現在で35か国が締結している。

## 日本における状況
この条約に日本が加入したのは、1953年であり、1953年7月8日に効力を発生している。
この条約を締約したことによる日本国内への影響としては、当時、清涼飲料水に使われていた「ソフトシャンパン（ソフトシャンペン）」が使用できなくなり、「シャンメリー」という商標を使用するようになったことが有名である。